# Хатун
Хатун (перс. خاتون — Khātūn, тур. Hatun, тат. хатин, монг. Хатан) — жіночий титул, аналогічний чоловічому титулу «хан», широко використовувався в Тюркському каганаті, Монгольській й Османській імперіях. Приблизно відповідає західним титулам «імператриця», «цариця», «королева».

## Історія
Як і багато інших титулів, які поширені в тюрко-монгольському світі, титул «хатун» походить з іншої (індоєвропейської) мовної групи, і має Согдійське походження.
Перед проникненням іслам а в Центральну Азію титул «хатун» носила цариця Бухари.
Згідно «Енциклопедії ісламу»:
|  | Хатун - титул согдійського походження, що носиться дружинами і родичками ханів Ашина і наступних тюркських правителів. |

Після виникнення в Османській імперії титулу валіде (мати султана) так називали наложниць.

## Видатні хатун
- Боракчін-хатун
- Мандухай-хатун